# Trulla Bluff
Das Trulla Bluff ist ein hoch aufragendes und vereistes Kliff, das den östlichen Ausläufer von Bristol Island im Archipel der Südlichen Sandwichinseln bildet.
Wissenschaftler der britischen Discovery Investigations kartierten es 1930 und benannten es als Glacier Bluff (englisch für Gletscherkliff). Im Zuge von Vermessungen in den Jahren 1962 und 1964 mit dem Schiff HMS Protector entschied sich das UK Antarctic Place-Names Committee 1974 zu einer Umbenennung. Neuer Namensgeber ist das norwegische Walfangschiff Trulla, das 1911 Bristol Island angelaufen hatte.